# Kolposkopia

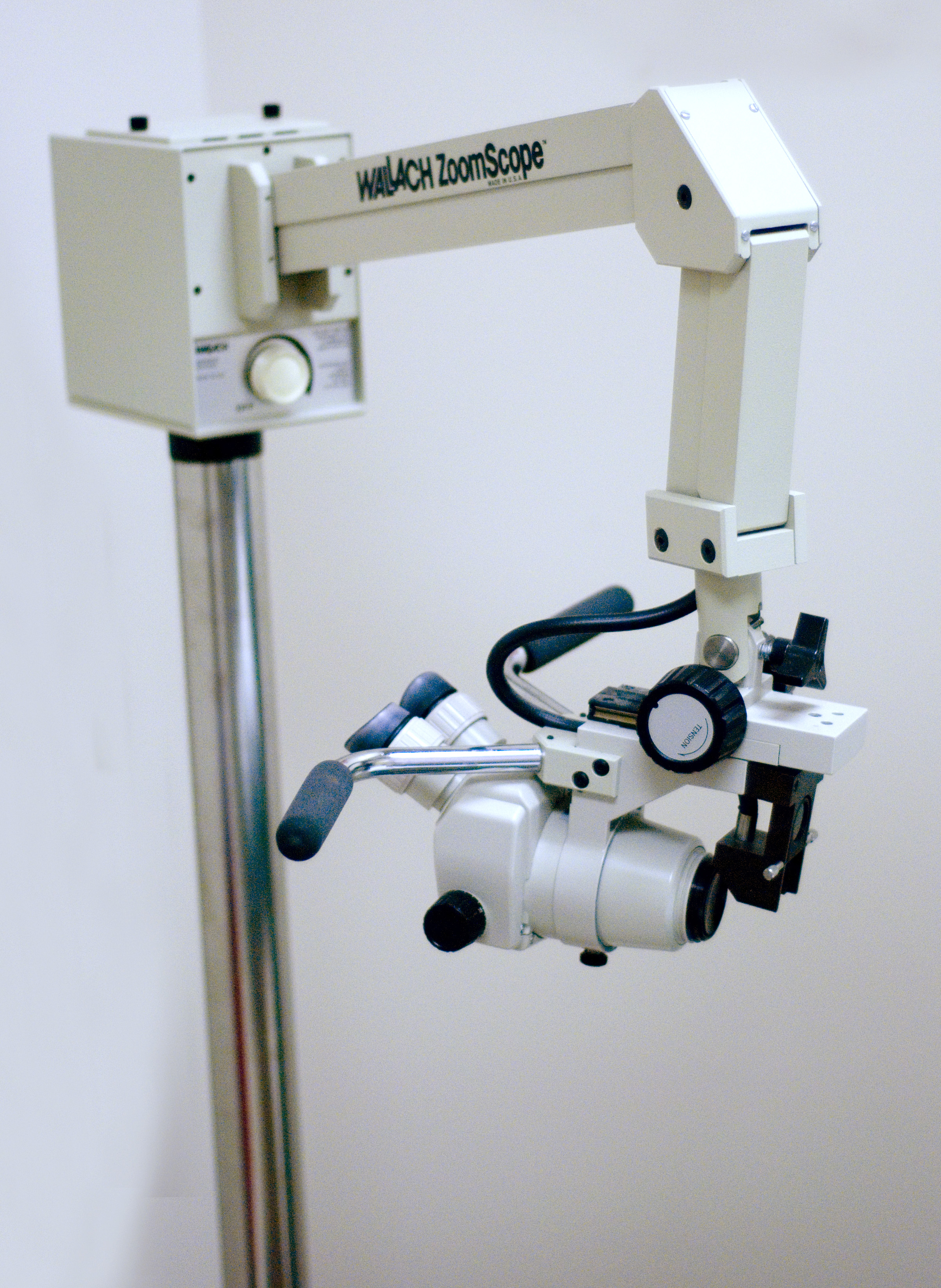
Kolposkop

Kolposkopia – badanie polegające na oglądaniu powierzchni szyjki macicy, dolnej części jej kanału oraz pochwy i sromu przy pomocy urządzenia optycznego – kolposkopu.
Kolposkopia pozwala w ciągu kilku minut ustalić rozpoznanie, podjąć odpowiednie decyzje dotyczące terapii i w niektórych przypadkach przystąpić od razu do leczenia. Badanie umożliwia wykrycie przedklinicznych postaci raka szyjki macicy.
Badanie kolposkopowe może także służyć pobraniu wycinka celowanego, określeniu zakresu zabiegu na szyjce macicy, pochwie i sromie przed planowaną operacją chirurgiczną oraz ocenie czy po interwencji elektrochirurgicznej lub chirurgicznej zmiana chorobowa została usunięta w całości.
W okresie kilku dni przed badaniem nie powinno się współżyć seksualnie, dokonywać irygacji pochwy ani poddawać się badaniu ginekologicznemu gdyż może to wpłynąć niekorzystnie na ocenę obrazu kolposkopowego. Badania nie wykonuje się w okresie krwawienia miesiączkowego.
Kolposkopię wprowadził do ginekologii w 1925 roku Hans Hinselmann.

## Próby chemiczne w kolposkopii
- Próba Schillera
- Próba Madeja
- Próba Collinsa